# Assedio di Lachish
L'assedio di Lachish è il nome dato all'assedio e alla conquista della città giudea di Lachish nel 701 a.C. da parte dell'Impero neo-assiro. Lo scontro è documentato in diverse fonti tra cui la Bibbia ebraica, documenti assiri e nel c.d. "Rilievo di Lachis", una serie ben conservata di rilievi che un tempo decoravano il palazzo del re assiro Sennacherib a Ninive.

## Antefatto
Diversi regni del Levante cessarono di pagare le tasse al re assiro Sennacherib (705-681 a.C.) al principio del suo regno. Per vendicarsi, il sovrano avviò una campagna per sottomettere i ribelli, tra cui il Regno di Giuda. Dopo aver sconfitto i ribelli di Ekron in Filistea, Sennacharib mosse contro Giuda e, sulla strada per Gerusalemme, da prima distrusse la città di Azekah, dopodiché attaccò Lachish, la seconda città ebraica per importanza.

## Il campo di battaglia
Lachish era una città fortificata situata su di una collina. La parte settentrionale della collina è più ripida del lato meridionale e per questo motivo la porta si trova lì. Oltre al fatto che la collina di per sé è piuttosto alta, il muro rende ulteriormente difficile violare la città. All'interno della città stessa c'era un castello con mura significative.

## Forze in campo

### Esercito assiro
L'esercito assiro era la forza militare più efficiente del tempo. Era diviso in tre diverse forze:
- Fanteria, che includeva sia truppe da combattimento ravvicinato che usavano lance sia arcieri. C'erano anche mercenari assoldati che lanciavano pietre (frombolieri). La fanteria era altamente addestrata e lavorava a fianco degli ingegneri militari durante gli assedi.
- Cavalleria; La cavalleria assira era tra le migliori del Vicino Oriente antico e comprendeva sia unità di cavalleria da combattimento ravvicinato con lance sia arcieri a cavallo, che potevano entrambi usare l'agilità dei cavalli insieme agli attacchi a lungo raggio.
- Carri da guerra usati tanto negli assedi quanto negli scontri di terra regolari.

### Esercito della Giudea
La forza militare della Giudea era insignificante rispetto all'esercito assiro professionale e massiccio e comprendeva principalmente milizie e mercenari locali. C'erano a malapena cavalieri e carri nell'esercito della Giudea che includevano principalmente fanteria, sia per il combattimento ravvicinato (lancieri) sia per il combattimento a lungo raggio (arcieri), erano anche significativamente meno organizzati.

## Assedio

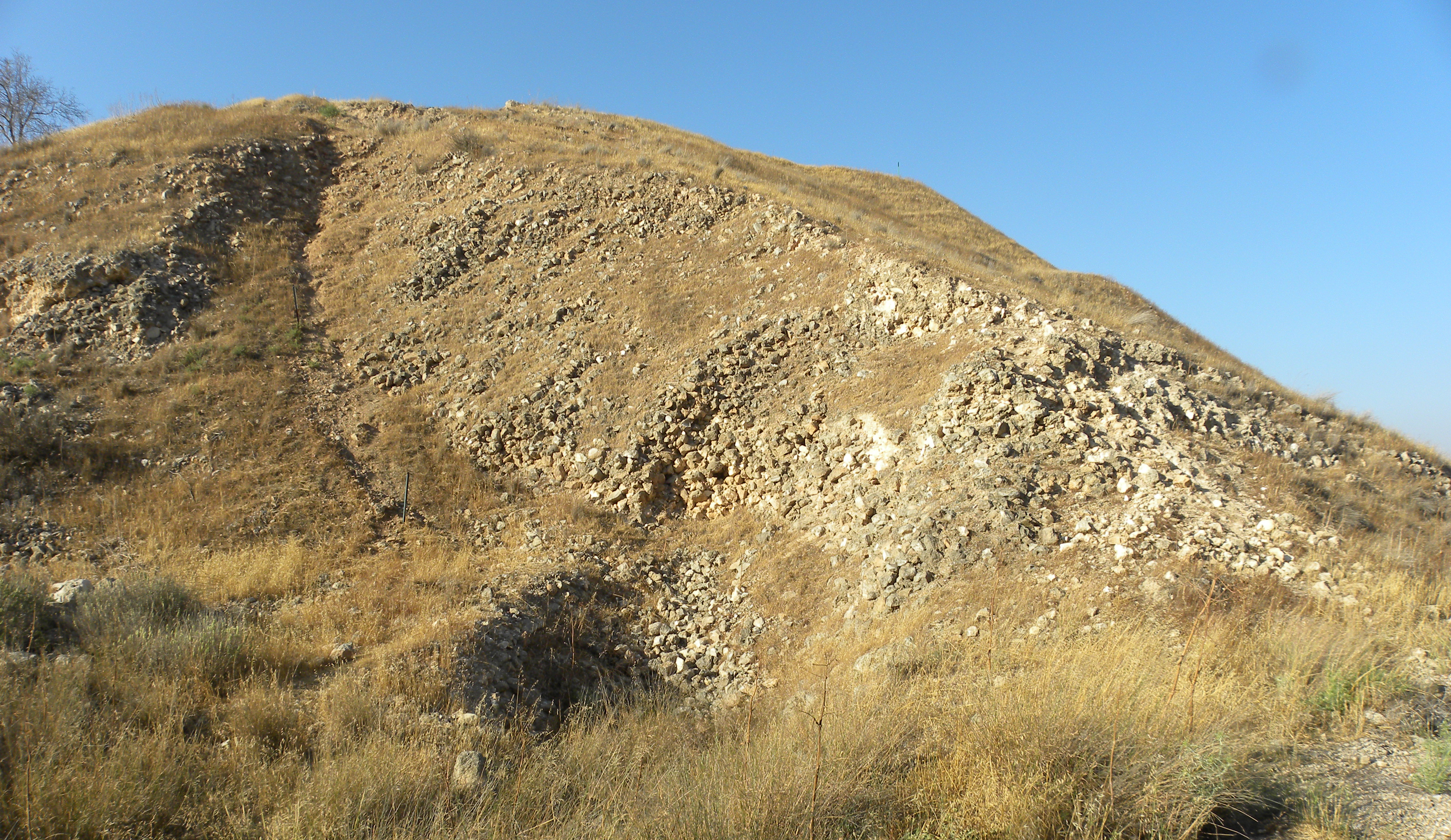
Rampa d'assedio assira.

A causa della pendenza del lato settentrionale di Lachis, l'esercito assiro attaccò da sud, dove si erano posizionati i difensori ebrei. Dalle mura, i difensori lanciarono pietre e scoccarono frecce contro gli Assiri che avanzavano; gli Assiri iniziarono a sparare loro stessi frecce e pietre, creando una scaramuccia tra i due eserciti. Nel frattempo, gli ingegneri militari assiri costruirono una rampa a est del cancello principale dove le truppe assire ed ebree iniziarono a impegnarsi in combattimenti ravvicinati. Nel frattempo gli Assiri portarono le macchine d'assedio sulla rampa e ruppero il muro; i difensori ebrei non riuscirono a trattenere l'esercito assiro e si ritirarono, con alcuni tentativi di scappare dall'altra parte della collina.

### Soggiogazione

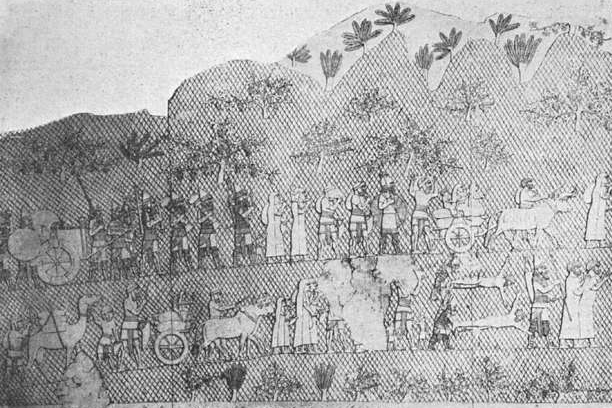
Prigionieri della Giudea condotti in schiavitù dagli Assiri dopo l'assedio di Lachis nel 701 a.C. Questo rilievo è importante per la conoscenza dell'abbigliamento della Giudea.

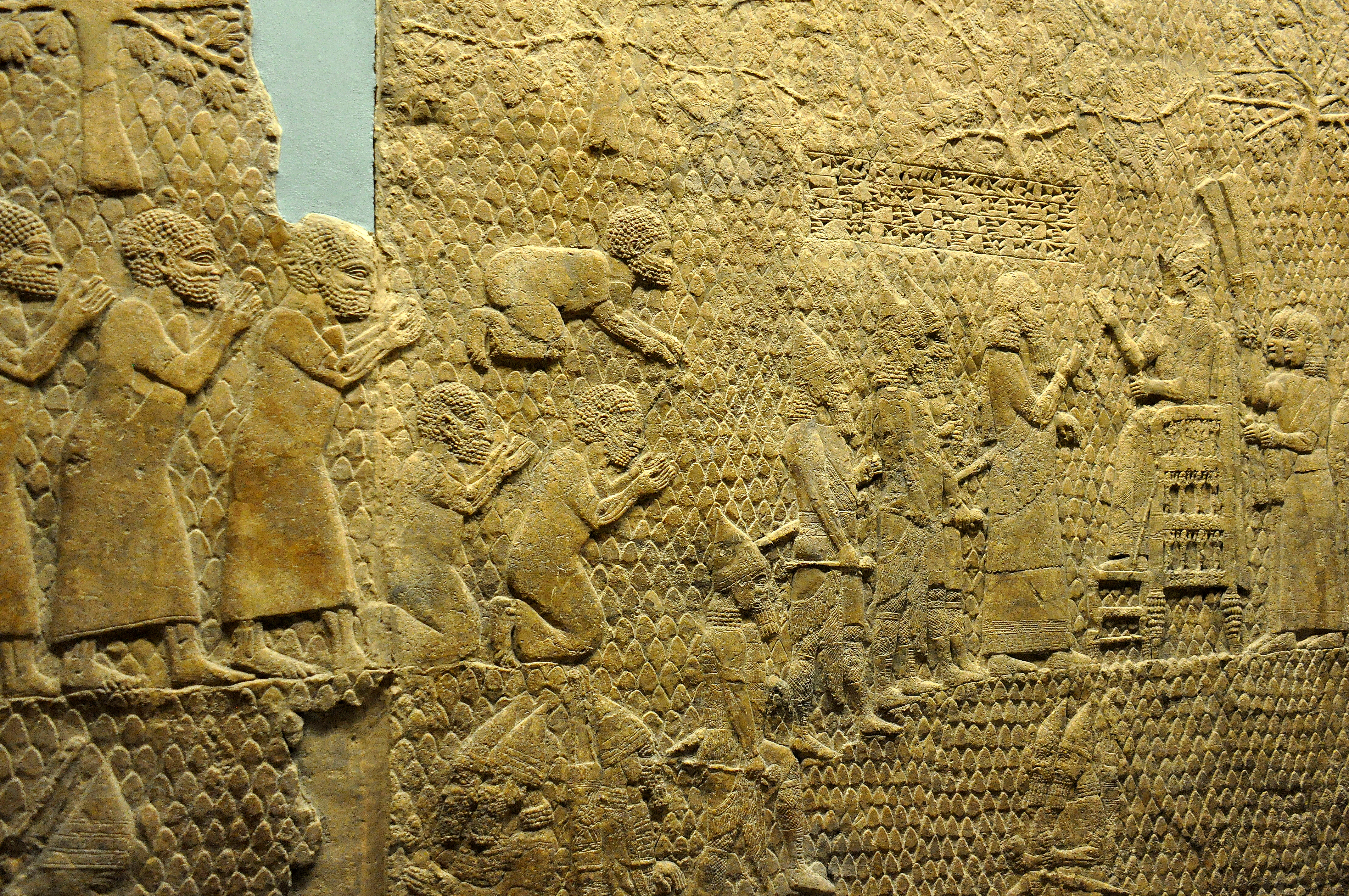
La caduta di Lachis, il re Sennacherib esamina i prigionieri giudaici.

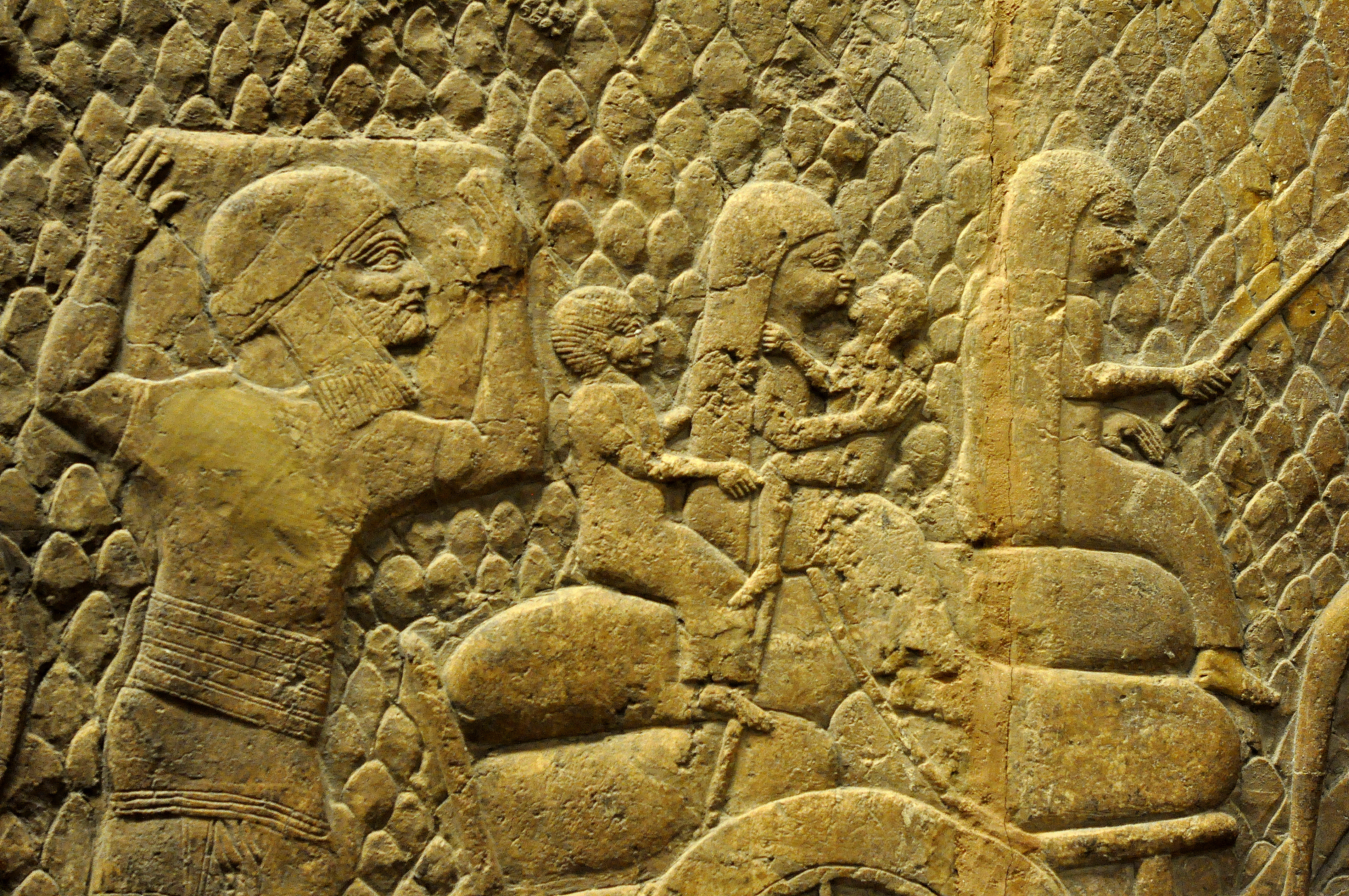
Il popolo giudeo viene deportato in esilio dopo la conquista di Lachis

Lachis fu conquistata dagli Assiri, i suoi abitanti condotti in cattività e i suoi capi torturati a morte. La città fu abbandonata salvo essere reinsediata dopo il ritorno dei Giudei da Babilonia.
I rilievi assiri raffiguranti l'assedio di Lachis mostrano chiaramente gli arieti che attaccano le parti vulnerabili della città.
Il British Museum conserva una superba serie di rilievi raffiguranti dettagli dell'assedio. Mostra i soldati assiri che scoccano frecce e lanciano pietre e si avvicinano alle mura di Lachis usando rampe di mattoni di fango. Gli aggressori si riparano dietro scudi di vimini e schierano arieti. Le mura e le torri di Lachis sono mostrate affollate di difensori che scoccano frecce, lanciano pietre e torce sulle teste degli attaccanti, ecc.

Il rilievo è stato rinvenuto a Ninive, la capitale assira, nel c.d. "Palazzo di Sud-Ovest" (fatto erigere da Sennacherib nel 700-692 a.C.), stanza n. XXXVI.

Nel seguito il dettaglio di alcuni dei pannelli:
- Pannelli 8-9 - dopo la cattura di Lachish, i soldati assiri saccheggiano dal palazzo del governatore un fascio di scimitarre, scudi rotondi, un carro, un trono e un paio di bruciatori di incenso. Di seguito, i prigionieri della Giudea si trasferiscono in famiglia, portando con sé i loro beni e gli animali in esilio.
- Pannelli 9-10 - La processione dei prigionieri di Lachis continua, muovendosi attraverso un paesaggio roccioso con viti, fichi e forse ulivi sullo sfondo. I funzionari considerati responsabili della ribellione contro l'Assiria sono trattati più severamente: due di loro vengono scorticati vivi.
- Pannelli 11-13 - Sennacherib, su un magnifico trono, osserva i prigionieri che vengono portati davanti a lui e talvolta giustiziati. C'è una tenda dietro di lui, il suo carro è in primo piano e la sua guardia del corpo è di stanza intorno. Il volto del re è stato tagliato deliberatamente, forse da un soldato nemico alla caduta di Ninive nel 612 a.C.
- Pannelli 14-16 - Questo pannello, che chiude la serie Lachish, mostra il campo base da cui fu condotto l'assedio. È fortificato, con una strada nel mezzo. I servi sono al lavoro nelle tende e due sacerdoti stanno celebrando una cerimonia davanti ai carri sui quali sono montati gli stendardi degli dei.

Continuano i rilievi che mostrano il saccheggio della città e si mostrano difensori gettati oltre i bastioni, infilzati, tagliati alla gola e chiedendo pietà. Viene mostrata una pianta della città a volo d'uccello con gli interni delle case mostrati nella sezione.

## Conseguenze
Dopo aver conquistato la seconda città più importante di Giuda, Sennacherib si accampò lì e inviò il suo rabshakeh a catturare Gerusalemme. La capitale del regno riuscì però a resistere all'assalto e gli assiri (per causa ad oggi ancora non chiare) dovettero ritirarsi. Il ribelle Ezechia rimase sul suo trono come sovrano vassallo.

## Riferimenti culturali
The Siege of Lachish è il titolo di una canzone della band heavy metal Melechesh.

Assedio di Lachis (701 a.C.). Iscrizione: "Sennacherib Re dell'Universo, Re d'Assiria, siede su un trono e le spoglie di Lachis sono sfilate davanti a lui." Museo britannico

### Fonti
- Prisma di Sennacherib (ed. in Luckenbill)
- Libri dei Re, II, 18.1-37[1] e 19.1-37[2]
- Erodoto, Storie, II, 141, 2

### Studi
In italiano
- Mario Liverani, Antico Oriente: storia, società, economia, nuova ed., Bari-Roma, Laterza, 2009  [1988], ISBN 978-88-420-9041-0.
- Vincenzo Mistrini, Gli assiri : la prima superpotenza dell'Oriente Antico, Gorizia, LEG, 2022.

In altre lingue
- (EN) Sennacherib's Campaign in Judah: The Conquest of Lachish, in Journal for Semitics 24, n. 2, 2015,  pp. 719-758.
- (EN) Edelman D, What If We Had No Accounts of Sennacherib's Third Campaign or the Palace Reliefs Depicting his Capture of Lachish?, in Biblical Interpretation 8, nn. 1–2, 2003,  pp. 88-103.
- (EN) Finkelstein I e Nadav N, The Fire Signals of Lachish: Studies In the Archaeology and History of Israel In the Late Bronze Age, Iron Age, and Persian Period In Honor of David Ussishkin, Winona Lake, Eisenbrauns, 2011.
- (EN) Grabbe L, Like a Bird in a Cage: The Invasion of Sennacherib in 701 BCE, A&C Black, 2003, ISBN 978-0-8264-6215-2.
- (EN) Grayson AK, Assyria: Sennacherib and Essarhaddon, in Boardman J e Edwards IES (a cura di), The Cambridge Ancient History, Volume III Parte II, Cambridge, Cambridge University Press, 2003  [1991], ISBN 978-0-521-22717-9.
- Nicolas Grimal, Storia dell'antico Egitto, Milano, RCS libri, 2004  [Laterza, 1998].
- (EN) Luckenbill DD, Ancient Records of Assyria and Babylonia (PDF), University of Chicago Press, 1927,  pp. 290-296.
- (EN) Ussishkin D, The Conquest of Lachish by Sennacherib, Tel-Aviv, Tel Aviv University, Institute of Archaeology, 1982.
- (EN) Ussishkin D e Feinberg Vamosh M, Biblical Lachish: A Tale of Construction, Destruction, Excavation and Restoration, Gerusalemme, Israel Exploration Society, 2015.